# 8430 Florey
8430 Florey è un asteroide della fascia principale. Scoperto nel 1997, presenta un'orbita caratterizzata da un semiasse maggiore pari a 2,8088750 UA e da un'eccentricità di 0,1009879, inclinata di 3,66630° rispetto all'eclittica.